# Morteza Mansouri
Morteza Mansouri (Persian: مرتضی منصوری sinh ngày 3 tháng 8 năm 1994) là một cầu thủ bóng đá người Iran thi đấu cho Padideh ở Persian Gulf League.
Mansouri thi đấu cho Hafari Ahvaz ở Azadegan League có 21 lần ra sân. Anh ra mắt ở Persian Gulf League cho Esteghlal Ahvaz ngày 26 tháng 9 năm 2015 trong thất bại trên sân nhà trước Gostaresh Foolad Tabriz.